# کلیسای مریم مقدس (سارگیس مقدس، یغگنادزور)
کلیسای مریم مادر مقدس (سارگیس مقدس) (ارمنی: Սուրբ Աստվածածին մայր եկեղեցի (Սուրբ Սարգիս)) یک کلیسا متعلق به کلیسای حواری ارمنی واقع در شهر یغگنادزور، استان وایوتس‌جور ارمنستان می‌باشد. ساخت و ساز این ساختمان در سده ۱۲ام میلادی؛ به پایان رسید. این بنا به سبک معماری ارمنی طراحی شده است.